# 群馬県医師会
公益社団法人群馬県医師会（こうえきしゃだんほうじんぐんまけんいしかい、英称 Gunma Medical Association）は、群馬県知事所管の群馬県の医師を会員とする公益法人。

## 本部所在地
- 〒371-0022 群馬県前橋市千代田町1-7-4

## 市郡医師会
- 前橋市医師会 〒371-0014 前橋市朝日町4-9-5
- 高崎市医師会 〒370-0829 高崎市高松町6
- 桐生市医師会 〒376-0027 桐生市元宿町18-2
- 伊勢崎佐波医師会 〒372-0024 伊勢崎市下植木町481
- 太田市医師会 〒373-0817 太田市飯塚町1549-1
- 群馬郡医師会 〒370-3333 高崎市高浜町984-1
- 渋川地区医師会 〒377-0027 渋川市金井356
- 藤岡多野医師会 〒375-0024 藤岡市藤岡1860-1
- 富岡市甘楽郡医師会 〒370-2343 富岡市七日市553-1
- 碓氷安中医師会 〒379-0116 安中市安中1-1-20